# Laura Omloop
Laura Omloop est une chanteuse belge, née le 18 mai 1999 à Berlaar en Belgique.
Elle a gagné la finale du Concours Eurovision de la chanson junior 2009 en Belgique avec sa chanson Zo verliefd (Si Amoureuse).
Elle a représenté la Belgique au Concours Eurovision de la chanson junior 2009 à Kiev, finissant à la 4e place avec 113 points. Ceci est le meilleur résultat de la Belgique dans l'histoire de l'Eurovision version junior. Elle a reçu des points de chaque pays, quatre pays lui ayant donné le maximum des points (la Serbie, les Pays-Bas, la Malte et la Macédoine); même le gagnant (Ralf des Pays-Bas) n'a pas fait mieux.
Elle a sorti en 2014 un album qui s'appelle "Meer".